# 溫世仁文教基金會
財團法人溫世仁文教基金會致力於培育社會所需人才，秉持「推廣終身學習，培育優質人才」及「運用創新科技，落實產業價值」的使命，深耕國中小學生做人處世教育、強化高中職及大專生職能培育、促進社會人士跨領域學習、推廣服務科學與服務創新等重點發展方向。

## 外部連結
- 溫世仁文教基金會 （页面存档备份，存于）